# یواس‌اس ویلهلمینا (آی‌دی-۲۱۶۸)
یواس‌اس ویلهلمینا (آی‌دی-۲۱۶۸) (به انگلیسی: USS Wilhelmina (ID-2168)) یک زیردریایی بود که طول آن ۴۵۱ فوت ۲ اینچ (۱۳۷٫۵۲ متر) بود. این زیردریایی در سال ۱۹۰۹ ساخته شد.